# Belle Île (Chelles)
Belle Île est une île de la Marne, en France appartenant administrativement à Chelles.

## Description
Une rue de Chelles porte le nom de l'île. 

## Histoire
Comprise dans l'arrondissement de Meaux et dans le canton de Lagny, elle se situe à 6 km à l'Ouest de Chelles. 1 110 habitants y vivaient au début du XIXe siècle.